# Barlow (Oregon)
Barlow – miasto w Stanach Zjednoczonych, w stanie Oregon, w hrabstwie Clackamas.